# Бессі Барріскейл
Елізабет Баррі Скейл (англ. Elizabeth Barry Scale), відома як Бессі Барріскейл (англ. Bessie Barriscale, 30 серпня 1884 — 30 червня 1965) — американська акторка німого та звукового кіно, кінопродюсерка, піонерка кінематографа. Удостоєна зірки на Голлівудській алеї слави.

## Життєпис
Народилася в Хобокені, Нью-Джерсі, в сім'ї ірландських іммігрантів з Кірка. Її кузинами були Едіт і Мейбл Таліаферро, що стали акторками. 
Свою акторську кар'єру розпочала в 1906 році з театральних постановок на Бродвеї, а в 1913 дебютувала в кіно. Наступні роки багато знімалася на студіях «New York Motion Picture Company» і «Triangle Film Corporation», а в 1918 році перейшла на студію «Roberson Cole Company», де виконала головні ролі в 16 картинах.
У 1920 році, з'явившись на той час в 50 німих фільмах, акторка майже повністю завершила кар'єру в кіно. У подальші роки вона ще 6 разів з'являлася на великому екрані, причому всі стрічки були вже звукові, а Барріскей грала ролі другого плану. При цьому вона продовжувала зрідка грати і на театральній сцені.
Була одружена з актором Говардом Сі Хікманом, народила сина. 
Бессі Барріскейл померла в 1965 році в місті Кентфілд, штат Каліфорнія, у віці 80 років, і була похована поряд з чоловіком на кладовищі міста Сан-Рафел. Її внесок в кіноіндустрію США відзначений зіркою на Голлівудській алеї слави.

## Вибрана фільмографія
- 1915 — Диявол
- 1933 — Секрети